# سمكة برعم
سمكة برعم (الاسم العلمي:  Terapon jarbua)، تعرف أيضا بالأسماء المتداولة لها بالعالم العربي: ذيب، زمرور ذيب، ذيبه، بامقرقر، برعم، عبرم، قروم، أبو عرم، برعمه، بوعرم، جعبول، جعبور، جمجام، بام، مخطوط، صارور، هو نوع من أنواع الأسماك، وينتمي لعائلة الناخرات التي تتواجد في مياه منطقة المحيط الهادئ الهندي. في بعض الأحيان، قد يتم التجارة بهذا النوع من الأسماك في تجارة أحواض السمك (أسماك زينة). تنمو هذه الأسماك إلى حجم قد يصل لطول قدره حوالي 36 سم، بالرغم من أنه نادرا ما يصل لنصف هذا الحجم في الأحواض. تتغذى الأفراد البرية (الموجودة بالبحر وليس في الأحواض) على الحشرات وعلى مواد نباتية وأسماك صغيرة الحجم وعلى حراشف الأسماك والقشريات. من الممكن أن تتواجد هذه الأنواع في المياه المسوسة، في أجزاء معينة من المياه الواقعة حوالي أستراليا.